# Елла Грассо
Елла Роза Джовіанна Оліва Тамбуссі, у шлюбі Грассо (10 травня 1919 — 5 лютого 1981) — американська політична діячка і членкиня Демократичної партії, яка обіймала посаду 83-го губернатора штату Коннектикут з 8 січня 1975 до 31 грудня 1980 після відхилення попередніх пропозицій кандидатів в Сенат та губернатори. Вона була першою жінкою, обраною на цю посаду, і першою жінкою, яку обрали губернатором штату США, не будучи дружиною чи вдовою колишнього губернатора. Пішла у відставку з посади через боротьбу з раком яєчників.
Грассо почала займатися політикою як членкиня Ліги виборчинь та письменниця-демократка. Вона була вперше обрана членкинею Палати представників Коннектикуту в 1952 році, а згодом стала першою лідеркою жіночої статі у 1955 році. Потім вона була обрана державною секретаркою Коннектикуту в 1958 році і була на посаді до 1971 року. 

### Ранні роки
Елла Роза Джовіанна Оліва Тамбуссі народилася у Віндзор-Локсі, штат Коннектикут, в родині італійських іммігрантів Марії Оліві та Джеймса Джакомо Тамбуссі. Елла Тамбуссі навчилася вільно володіти італійською мовою від батьків. Вона відвідувала школу Chaffee у Віндзорі. Продовжувала вивчати соціологію та економіку в Коледжі Маунт-Голіок, в Саут-Гадлі, штат Массачусетс, де здобула ступінь бакалавра в 1940 році. Через два роки вона здобула ступінь магістра. 

### Кар'єра
Після закінчення навчання працювала науковою співробітницею Комісії військових кадрів у Вашингтоні, округ Колумбія, піднявшись на посаду помічниці директора з досліджень. У 1942 році одружилася з Томасом Грассо у 1942 році, і разом вони володіли кінотеатром у Олд-Лаймі. Влітку пара керувала театром, а Елла Грассо продавала квитки у касі. 
Вступ Грассо в політику відбувся у 1942 році, коли вона вступила до Ліги виборчинь. У 1943 році вона стала письменницею виступу Демократичної партії Коннектикуту. Після закінчення Коледжу Маунт-Голіок вона приєдналася до республіканців, аж поки не перейшла у 1951 році до Демократичної партії, щоб підтримати діючого губернатора Честера Боулз. Через Демократичну партію Коннектикуту вона познайомилася і стала союзницею Джона М. Бейлі. Бейлі стане ключовою фігурою в кар'єрі Грассо, визнаючи її як людину, яка може звернутися до виборців, зокрема жінок та італійських виборців у державі. 
У 1952 році Грассо було обрано до Палати представників Коннектикуту і вона була на посаді до 1957 року. Вона стала першою жінкою, обраною лідеркою палати у 1955 році.  Як представниця штату, Гроссо працювала над ліквідацією округів на рівні уряду Коннектикуту. 

### Державна секретарка
У 1958 році вона була обрана секретаркою штату Коннектикут і була переобрана у 1962 та 1966 роках. Вона була архітекторкою конституції штату 1960 року.  
Вона була першою жінкою, яка очолила Комітет Демократичної Державної Платформи та працювала з 1956 по 1968 рік. Вона була членкинею Комітету з підготовки платформи для Демократичної національної конвенції 1960 року. Вона була співголовою Комітету з питань резолюцій Демократичних національних конвенцій 1964 та 1968 років.
Демократична партія
Під час виборчого циклу 1970 року вона вважалася кандидаткою на вищу посаду штату чи федерації. Після переписки сенатора Томаса Дж. Додда у 1967 році його місце було залишено, і Елла Грассо вважалася можливим кандидатом у перегони сенату 1970 року з Демократичними міськими комітетами Віндзор-Локс, Гластонбері та Нью-Мілфорда, які проголосували за її схвалення, якщо вона оголосить Сенатську кампанію. Томас Л. Лой, її республіканський противник держсекретаря у 1962 році, попросив її балотуватися на посаду губернатора. Стівен Мінот, романіст, який балотувався в Конгрес у 1966 році, попросив її балотуватися в район Шостого будинку, і 17 березня 1970 року Грассо оголосила, що балотуватиметься в номінації «Демократична партія». Грассо зіткнулась з республіканцем Річардом Кілборном на загальних виборах і ледве перемогла його з відривом на 4063 голоси. 
Під час перебування на посаді вона працювала у комітетах у справах ветеранів та освіти та Палаті праці. У грудні 1971 року вона та інші члени Палати підписали телеграму президенту Ніксону, яка протестувала проти операції «Лінійбекер II» та хотіла припинити всі бомбардування у В'єтнамі; Грассо була єдиною представницею з Коннектикуту, яка підписала телеграму. 
Вона була переобрана до Палати у 1972 році проти Джона Ф. Уолша зі 140 290 голосами до 92 783 голосів.

### Управління
У 1973 р. AFL – CIO провів губернаторське опитування, яке показало, що Грассо перемогла діючого губернатора Мескілла з 46% до 39%, а пізніше був організований комітет з кампанії, хоча Грассо ще не оголосила про свій намір балотуватися. 8 січня 1974 року вона оголосила, що буде балотуватися в губернаторство, і подала заяву до державного секретаря. 
Для того, щоб отримати губернаторське схвалення, кандидату потрібно було б отримати підтримку 607 з 1213 делегатів до конвенції штату, заздалегідь проводячи декілька праймеріз для вибору делегатів. Її опонент був республіканським представником Роберт Стіл, якого вона перемогла з відривом 200 000 голосів. Грассо стала першою жінкою, яку обрали губернаторкою, не будучи дружиною чи вдовою попереднього губернатора. 
Після вступу на посаду в штаті Коннектикут був бюджетний дефіцит у 80 мільйонів доларів, тому Грассо пообіцяла фіскальну відповідальність. 
Високою точкою її кар’єри стало її рішуче поводження з особливо руйнівним сніговим штормом у лютому 1978 року. Відомий як «Зимова буря Ларрі» і відомий як «Завіруха 78», в цей шторм випало близько 30 дюймів снігу по всій державі. Це зробило практично всі дороги непрохідними. Біда закінчилася на третій день, і вона отримала відзнаки всіх державних секторів за своє керівництво та силу.
У березні 1980 року їй встановили діагноз раку яєчників і 31 грудня вона пішла у відставку з губернаторства. Незадовго до відставки міський голова та міська рада міста Торрінгтон, штат Коннектикут, підписали заяву, подякувавши їй за службу губернаторки, державної секретарки та представниці.

### Особисте життя
Грассо одружилась з Томасом Грассо, директором школи, у 1942 році. Разом вони мали двох дітей, Сьюзен та Джеймса. Під час перебування Грассо в Палаті представників США її родина залишалася в штаті Коннектикут, а Грассо їхала додому з Вашингтона у вихідні дні. Томас Грассо пішов у відставку, коли губернатором стала Елла Гроссо.  
5 лютого 1981 року, менше ніж через рік після діагнозу раку яєчників і менше шести тижнів після відставки з посади, Грассо померла у лікарні Гартфорд після перенесеного серцевого нападу. Її пережили чоловік та їхні двоє дітей. Після смерті її провели на Капітолії штату Коннектикут, а згодом поховали на кладовищі Св. Марії у Віндзорському замку. 